# Mikita Feaktystau
Mikita Feaktystau (belarussisch Мікіта Феактыстаў, russisch Никита Феоктистов Nikita Feoktistow; * 23. Juni 1990 in Hrodna, Weißrussische SSR) ist ein belarussischer Eishockeyspieler, der seit November 2020 beim HK Sotschi in der Kontinentalen Hockey-Liga spielt.

## Karriere
Mikita Feaktystau begann seine Karriere als Eishockeyspieler in seiner Heimatstadt beim HK Njoman Hrodna, für den er bis 2011 spielte. 2009 debütierte er in der ersten Mannschaft des Klubs in der Extraliga. In der Spielzeit 2010/11 spielte er zudem für Minskije Subry in der Nachwuchsliga Molodjoschnaja Chokkeinaja Liga. In dieser russisch geprägten Liga spielte er auch 2011/12 für SKA 1946 Sankt Petersburg. Nachdem er nach seiner Juniorenzeit zunächst keinen Klub gefunden hatte, spielte er 2013/14 beim HK Sokol Krasnojarsk in der Wysschaja Hockey-Liga, der zweithöchsten russischen Spielklasse. Es folgten drei Jahre beim HK Dinamo Maladsetschna in der belarussischen Extraliga. Danach kehrte er in die Wysschaja Hocey-Liga zurück und schloss sich Rubin Tjumen an. 2018/19 kam er bei Admiral Wladiwostok zu ersten Einsätzen in der KHL. 2019 kehrte er nach Belarus zurück, wo er sowohl für den HK Dinamo Minsk in der KHL, als auch erneut für den HK Dinamo Maladsetschna in der Extraliga spielte. Im November 2020 wechselte er zum HK Sotschi, der ebenfalls in der KHL antritt.

### International
Sein Debüt in der Herren-Nationalmannschaft gab er in der Saison 2018/19. Im selben Jahr stand er im Aufgebot seines Landes bei der Weltmeisterschaft 2019 in der Division I, als der Aufstieg in die Top-Division gelang. Dieser konnte wegen der weltweiten COVID-19-Pandemie jedoch erst 2021 wahrgenommen werden, als Feaktystau nicht zum Kader gehörte.

## Erfolge und Auszeichnungen
- 2019 Aufstieg in die Top-Division bei der Weltmeisterschaft der Division I, Gruppe A (wegen der weltweiten COVID-19-Pandemie erst 2021 wirksam)

## Karriere-Statistik
(Stand: Ende der Saison 2023/24)